# Melecta sinaitica
Melecta sinaitica là một loài Hymenoptera trong họ Apidae. Loài này được Alfken mô tả khoa học năm 1937.